# Bally's
Het Horseshoe Las Vegas (vroeger: MGM Grand en Bally's Las Vegas) is een hotel en casino op de Strip in Las Vegas, Nevada, Verenigde Staten. Het hotel is tegenwoordig eigendom van Caesars Entertainment Corporation en is ontwikkeld door Kirk Kerkorian. Het Bally's is een van de oudste nog geopende hotels en casino's op de Strip.

## Geschiedenis

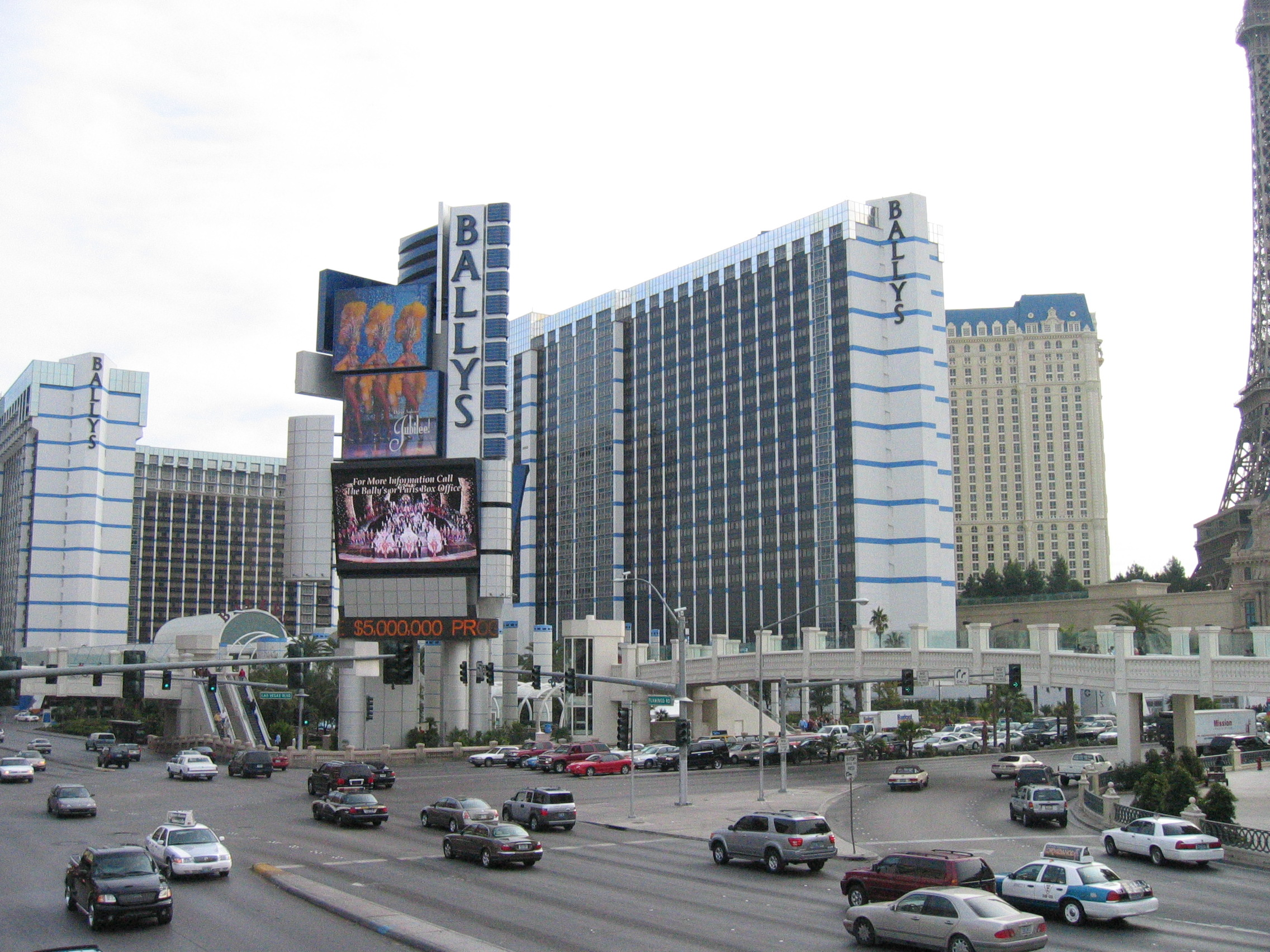
Het Bally's gezien vanuit het Caesars Palace.

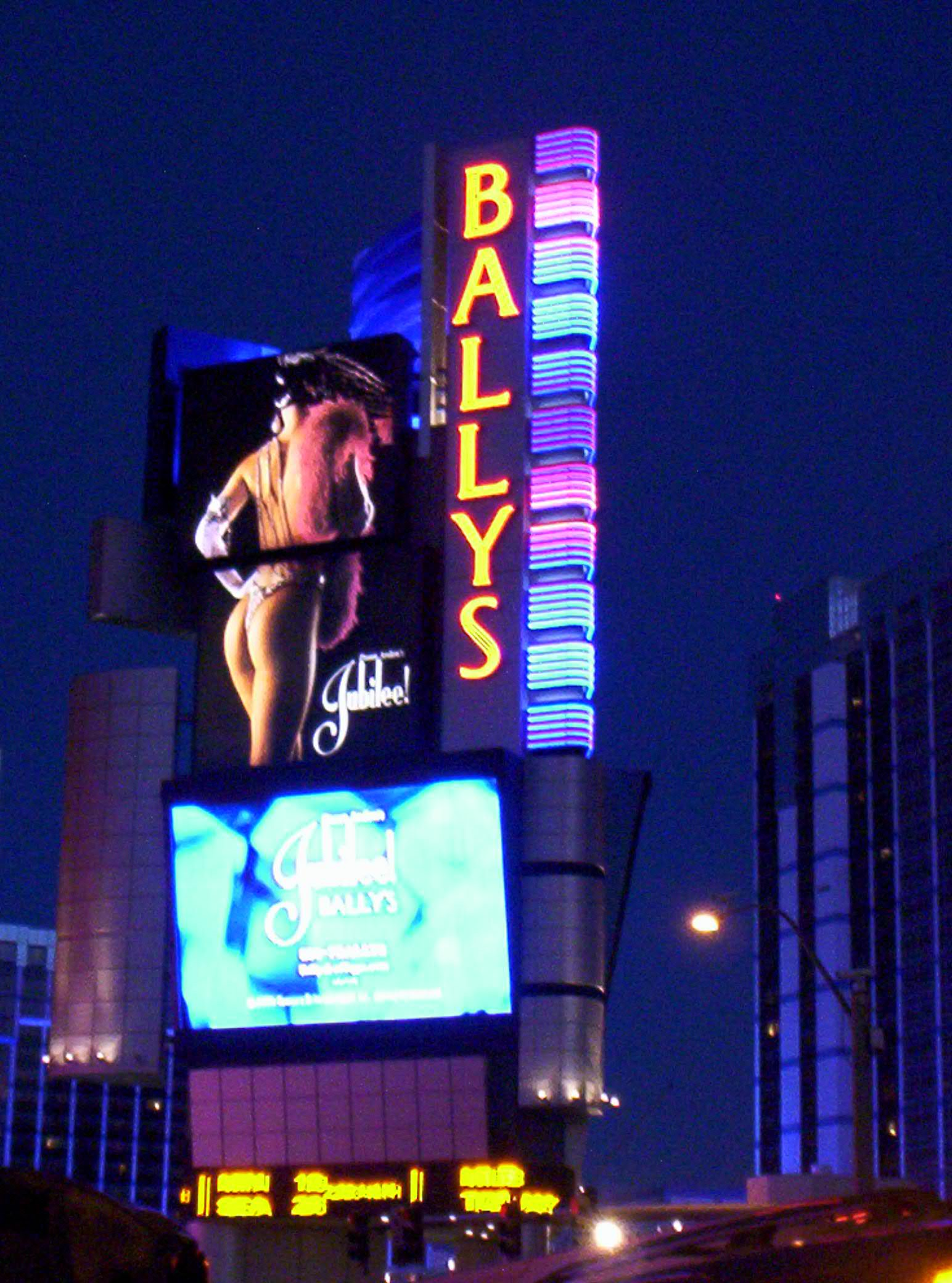
Een reclamebord van het Bally's, met een aankondiging voor Jubilee!.

Het gebied waarop het Bally's staat werd eerst bezet door onder andere het Three Coins Motel en The Bonanza. Later werd het Bonanza nog hernoemd naar New Bonanza, maar vlak voor de bouw van het MGM Grand Hotel & Casino werd het opgekocht door Kirk Kerkorian om plaats te maken. Op 5 december 1973 werd het MGM Grand geopend als toenmalig grootste hotel ter wereld met ruim tweeduizend kamers.
Het hotel opende als grootste ter wereld en zette daarmee de toon voor verdere innovatie op de Strip. Het hotel bleef voor enkele jaren daarna de grootste en was van grote invloed op de nieuwe standaard op de Strip. Het hotel had de meeste invloed tot de komst van The Mirage eind jaren 80.
In dezelfde periode had het MGM Grand de meest populaire entertainmentindustrie van de Strip. Er waren twee grote theaters in het hotel, de Zeigfield Stage en de Celebrity Room. De Zeigfield Stage huisvestte verschillende door Donn Arden geregisseerde shows waaronder de langst draaiende show van Vegas, Jubilee!, terwijl in de andere zaal Sergio Franchi de eerste was die daar op mocht treden. Andere grote sterren die optraden waren The Carpenters en Barry Manilow. Het hotel werd geopend met een optreden van Dean Martin.
Aan deze vooruitgang kwam in 1980 een einde toen het MGM Grand te maken kreeg met de grootste hotelbrand in de geschiedenis van de Strip. Het vuur begon in het casino en ging via het restaurant verder de toren in, er kwamen hierbij 84 mensen om en ruim 600 mensen raakten gewond. Het duurde acht maanden voor het hotel herbouwd was en weer geopend kon worden. De tweede toren, die op het moment van de brand in aanbouw was, bleef onbeschadigd. Deze kon een jaar later in 1982 worden geopend. Wel zorgde deze brand ervoor dat er door de wereld heen strengere eisen kwamen voor het brandbeveiligingssysteem.
Zes jaar na de brand werd het hotel voor 594 miljoen dollar verkocht aan Bally Entertainment Corporation die de naam vervolgens veranderde in Bally's. Tien jaar later werd het hotel gekocht door Hilton Hotels Corporation om er vervolgens een hotel naast te bouwen, dit werd het Paris. De beide hotels werden met elkaar verbonden door middel van een winkelpromenade, ook opereerden beide casino's voor enkele jaren onder dezelfde licentie.
Beide hotels werden door een dochteronderneming, Caesars Entertainment, Inc., beheerd, maar het Hilton besloot deze onderneming af te stoten. Hiermee werd het Caesars Entertainment eigenaar van het Bally's en het Paris. In 2005 nam Harrah's Entertainment Caesars Entertainment over, hierbij namen ze ook de naam over waardoor de hotels wel onder dezelfde naam beheerd werden. Caesars Entertainment werd sinds die tijd niet alleen meer gebruikt voor de hotels en casino van voor de overname, maar ook door de hotels en casino's van Harrah's.

## Ligging
Het Bally's ligt op de kruising tussen Flamingo Road en Las Vegas Boulevard. Het is een van de oudste hotels en is gebouwd op een plek die voorheen bezet werd door kleinere hotels en motels. Naast het Bally's ligt het Cromwell, Flamingo (noorden) en Paris (zuiden). Aan de overkant van Las Vegas Boulevard bevindt zich recht tegenover het Bally's het Bellagio.

## Ontwerp

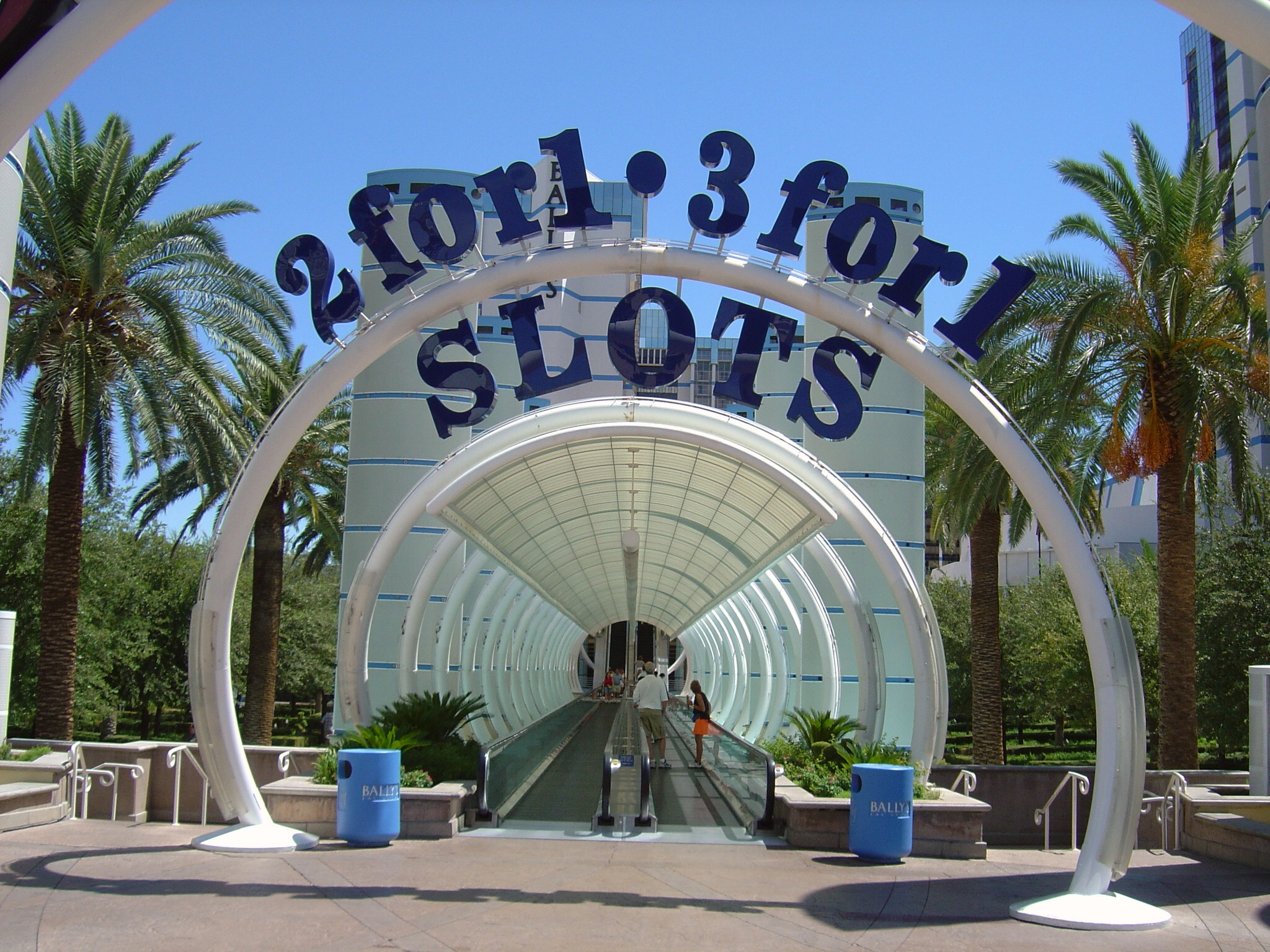
De loopband van het Bally's.

Het Bally's huisvest 2.812 hotelkamers in twee verschillende torens. Ongeveer driekwart van de kamers bevinden zich in de in 1982 geopende tweede toren, alle kamers hiervan zijn in 2004 gerenoveerd. Het andere kwart aan kamers bevindt zich nog in de oude toren, slechts een gedeelte hiervan is maar gerenoveerd. De kamers variëren in grootte van 42 m² of groter. Verder bezit het door Martin Stern Jr. ontworpen hotel een 16.300 m² grote promenade, eveneens de verbinding met het Paris. Het casino is 6.352 m² groot.
Het Bally's is vooral bekend vanwege de hoofdingang waarbij de mensen via drie verschillende lange loopbanden het hotel en casino binnengebracht worden. In deze met neonlicht versierde tunnels worden oude hits van onder andere Rat Pack gespeeld.